# Rory Stewart
Roderick James Nugent "Rory" Stewart (Hong Kong, 3 de enero de 1973) es un escritor, locutor, diplomático y político británico que formó parte de la Cámara de los Comunes de 2010 a 2019. Actualmente enseña en la Universidad Yale y presenta el pódcast The Rest Is Politics junto a Alastair Campbell.
Fue mentor de los príncipes William y Harry a principios de los años 1990. Después de 2010 es miembro del parlamento del partido conservador por Penrith.

## Biografía
Después de asistir a Dragon School en Oxford, asistió a Eton antes a Balliol College de Oxford, donde estudió historia y filosofía.
Tras un breve periodo como oficial de infantería en el ejército británico, Stewart se unió a la oficina de relaciones exteriores (FCO) del Reino Unido. Prestó servicios en la embajada británica en Indonesia desde 1997 hasta 1999, como representante británico a Montenegro a raíz de la campaña de Kosovo, así como gobernador de la coalición adjunta de Maysan y asesor principal en Dhi Qar, dos provincias en el sur de Irak durante el periodo 2003 a 2004. 
Ha viajado mucho en Asia, en particular en Irak y Afganistán. A partir de 2000-02 hizo un viaje a pie a través de Pakistán, Irán, Afganistán, India y Nepal, un viaje de diez mil kilómetros.
A partir de 2004, fue elegido fellow del Carr Center for Human Rights Policy en la Universidad de Harvard de los Estados Unidos.
Miembro del partido conservador, después de 2010 representando la circunscripción de Penrith & The Border en Cumbria como diputado al Parlamento.
Después de 2015 es ministro del gobierno del Reino Unido.
En 2016, la primera ministra Theresa May lo nombró como ministro de Estado para el desarrollo internacional.

## Libros
- The Places in Between. Picador, 2004-2006.
- The Prince of the Marshes: And Other Occupational Hazards of a Year in Iraq. Harcourt, 2006: ISBN 0-15-101235-0.
- Occupational Hazards: My Time Governing in Iraq. Picador, 2006: ISBN 0-33-044049-7.

### Artículos
- Degrees of Not Knowing, por Rory Stewart in London Rewiew of Books, Vol. 27 n.º 7. Publicado, 31 de marzo de 2005.
- My enemy's enemies, por Rory Stewart. Reimpreso desde la Financial Times, 18 de septiembre de 2004.
- Diary, por Rory Stewart en London Rewiew of Books, Vol. 23 n.º 17. Publicado, 6 de septiembre de 2001.
- Losing the south, por Rory Stewart in Prospect Magazine, noviembre del 2005.
- Dervishes, por Rory Stewart en Granta, 15 de junio del 2005.
- Iranian gils, por Rory Stewart en Prospect Magazine, noviembre del 2001.[8]

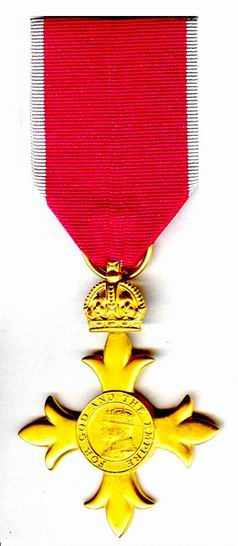
Insignia de OBE

## Condecoraciones y distinciones
- - OBE (2004) 
  - - FRSL (2005)

### Oficiales
- Rory Stewart Books sitio web oficial de libro.
- The Turquoise Mountain Foundation (en inglés).
- Biografía y foto Archivado el 1 de octubre de 2010 en Wayback Machine., desde Carr Center for Human Rights Policy de la Harvard (en inglés).

- Datos: Q328892
- Multimedia: Rory Stewart / Q328892